# Det gungar så fint
Det gungar så fint är en psalm skriven av Eva Norberg 1982 och bearbetad 1984. Musiken är komponerad av Lars Åke Lundberg 1982.
Text och musik är upphovsrättsligt skyddade.

## Publicerad i
- Den svenska psalmboken 1986 som nr 606 under rubriken "Barn och familj".
- Psalmer och Sånger 1987 som nr 618 under rubriken "Att leva av tro - Förtröstan - trygghet".[1]
- Frälsningsarméns sångbok 1990 som nr 743 under rubriken "Dagens och årets tider".
- Hela familjens psalmbok 2013 som nummer 135 under rubriken "Barn i Guds famn".[2]